# Arctia
Arctia este un gen de insecte lepidoptere din familia Arctiidae.

## Galerie

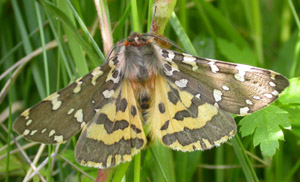

## Specii[1]
- Arctia abdominalis
- Arctia achlyoessa
- Arctia aclea
- Arctia alba
- Arctia albimacula
- Arctia albisignata
- Arctia albistriga
- Arctia albobasalis
- Arctia albociliata
- Arctia albomedia
- Arctia allardi
- Arctia alpherakii
- Arctia americana
- Arctia ampla
- Arctia anamari
- Arctia angelica
- Arctia angustesignata
- Arctia anomala
- Arctia aphenges
- Arctia apicoliconfluens
- Arctia arabum
- Arctia arcuata
- Arctia astramenisca
- Arctia atribasalis
- Arctia atrimargo
- Arctia atroabdominalis
- Arctia aurantiaca
- Arctia aurantior
- Arctia auripennis
- Arctia badakhshana
- Arctia baicalensis
- Arctia basaliconfluens
- Arctia basicincta
- Arctia bejarana
- Arctia bellieri
- Arctia bellieroides
- Arctia bevani
- Arctia biddenbrocki
- Arctia bifurcata
- Arctia bijuncta
- Arctia bimaculata
- Arctia bioculata
- Arctia bipunctata
- Arctia boettcheri
- Arctia bolga
- Arctia britannica
- Arctia brunhilda
- Arctia brunnea
- Arctia brunneobasalis
- Arctia brunneosparsa
- Arctia brunnescens
- Arctia bruyanti
- Arctia caja
- Arctia cajula
- Arctia caliginosa
- Arctia campestris
- Arctia catarryta
- Arctia centrimaculata
- Arctia chavigneri
- Arctia cinnamonea
- Arctia clarki
- Arctia clostera
- Arctia confluens
- Arctia confluentissima
- Arctia conjuncta
- Arctia consolidata
- Arctia continua
- Arctia contracta
- Arctia corsica
- Arctia costajuncta
- Arctia coxeyi
- Arctia cuneigera
- Arctia dealbata
- Arctia decolor
- Arctia decrescens
- Arctia deficiens
- Arctia demaculata
- Arctia dentata
- Arctia depuncta
- Arctia diaphana
- Arctia dido
- Arctia diminutata
- Arctia discolor
- Arctia disconjuncta
- Arctia disconulla
- Arctia ditta
- Arctia divisa
- Arctia domiduca
- Arctia dryope
- Arctia duthula
- Arctia elisabethana
- Arctia else
- Arctia erinacea
- Arctia esperi
- Arctia exotica
- Arctia fasciata
- Arctia fereunicolor
- Arctia flava
- Arctia flavescens
- Arctia flavia
- Arctia flavirosea
- Arctia flavoabdominalis
- Arctia flavobasalis
- Arctia flavocostata
- Arctia flavogrisea
- Arctia flavomacula
- Arctia flavonigrescens
- Arctia flavonotata
- Arctia flavosignata
- Arctia floresi
- Arctia fracta
- Arctia fringsi
- Arctia fulminans
- Arctia fulva
- Arctia fumosa
- Arctia fusata
- Arctia fusca
- Arctia fuscolimbata
- Arctia fuscorhabda
- Arctia futura
- Arctia glaseri
- Arctia gloriosa
- Arctia gratiosa
- Arctia gravesi
- Arctia hectaploa
- Arctia hepialoides
- Arctia hexacha
- Arctia ilithyia
- Arctia illustris
- Arctia immaculata
- Arctia immaculosa
- Arctia impunctata
- Arctia infumata
- Arctia insolita
- Arctia insulata
- Arctia intercalaris
- Arctia intermedia
- Arctia jeholensis
- Arctia jeuneti
- Arctia kadocsae
- Arctia kamtschadalis
- Arctia kettlewelli
- Arctia konewkaii
- Arctia krodeli
- Arctia lactescens
- Arctia lacticolor
- Arctia lactipennis
- Arctia lamprogenys
- Arctia latefasiciata
- Arctia latimarginata
- Arctia lederi
- Arctia leucorhabda
- Arctia luna
- Arctia luneburgensis
- Arctia lunulata
- Arctia lusitanica
- Arctia lutea
- Arctia lutescens
- Arctia lutulenta
- Arctia maculata
- Arctia mageritana
- Arctia marchandi
- Arctia mayeri
- Arctia mediodeleta
- Arctia mediomaculata
- Arctia medionigra
- Arctia mediopuncta
- Arctia melanolimbata
- Arctia melanozoster
- Arctia mirabilis
- Arctia monosema
- Arctia muecki
- Arctia neglecta
- Arctia nicaeensis
- Arctia nigrata
- Arctia nigrella
- Arctia nigricans
- Arctia nigrociliata
- Arctia nigrolimbata
- Arctia nigromarginaria
- Arctia nigrovenosa
- Arctia nobilis
- Arctia nubilata
- Arctia oberthuri
- Arctia obliterata
- Arctia obscura
- Arctia obscurior
- Arctia ochraeomaculata
- Arctia olivaceosuffusa
- Arctia opulenta
- Arctia orientalis
- Arctia osta
- Arctia paliscia
- Arctia pallens
- Arctia pallida
- Arctia pallidabrunnea
- Arctia paralinae
- Arctia parva
- Arctia paucimacula
- Arctia paucimaculala
- Arctia paurobalia
- Arctia pelodes
- Arctia penchei
- Arctia pentacha
- Arctia pentaploa
- Arctia pentapunctata
- Arctia petriburgensis
- Arctia phaesoma
- Arctia phantasma
- Arctia pinax
- Arctia planckii
- Arctia posticosoffusa
- Arctia poveyi
- Arctia prosopia
- Arctia pseudopunctata
- Arctia pulchra
- Arctia pulchrior
- Arctia punctifera
- Arctia pyrenaica
- Arctia quadricothurnata
- Arctia radiata
- Arctia rebeli
- Arctia reducta
- Arctia rosea
- Arctia roseata
- Arctia rubra
- Arctia rubrociliata
- Arctia rubrodorsalis
- Arctia rubroflammea
- Arctia rueckbeili
- Arctia rufa
- Arctia sajana
- Arctia schizomacula
- Arctia schultzi
- Arctia semiconfluens
- Arctia semifasciata
- Arctia separata
- Arctia septata
- Arctia sibirica
- Arctia sicula
- Arctia signata
- Arctia simplicella
- Arctia sordida
- Arctia splendens
- Arctia ssignatum
- Arctia staettermayeri
- Arctia standfussi
- Arctia straminea
- Arctia strandi
- Arctia stygia
- Arctia stygialis
- Arctia suttadra
- Arctia syltica
- Arctia syriaca
- Arctia taona
- Arctia tapeta
- Arctia thibetica
- Arctia tigrina
- Arctia transmontana
- Arctia triangulum
- Arctia tripunctata
- Arctia truncata
- Arctia tschiliensis
- Arctia tshimgana
- Arctia ungemachi
- Arctia unipunctata
- Arctia unomaculata
- Arctia upsilon
- Arctia uralensis
- Arctia ursula
- Arctia utahensis
- Arctia wambachi
- Arctia waroi
- Arctia vidua
- Arctia villica
- Arctia villicella
- Arctia villicula
- Arctia virginalis
- Arctia virginivir
- Arctia virgo
- Arctia wiskotti
- Arctia vittata
- Arctia wrighti